# Місто проклятих
«Місто проклятих» (англ. The Gathering) — британська стрічка 2002 року, ролі у якій виконали Крістіна Річчі, Йоан Гріффідд, Стівен Діллейн.

## Сюжет
Кессі збиває автомобіль. Водій одразу викликає швидку, лікарі встановлюють, що дівчина не отримала серйозних поранень, але втратила пам'ять. Маріон Кіркман залишає постраждалу у себе до її одужання.
Кессі зустрічає чоловіка на ім'я Ден Блейклі, який здається їй дуже знайомим. Чоловік Маріон — мистецтвознавець, який займається вивченням нещодавно відкритої церкви. У дівчини починаються з'являтися видіння: вона бачить майбутнє людей. Їй стає відомо, що автомеханік Аргайл збирається помститися мешканцям, які були злими з ним. Служитель церкви поспішає попередити Кіркманів про небезпеку, яка їм загрожує, але гине в автомобільній аварії. Нове видіння головної героїні показує, що над Аргайлом сміялися та знущалися в сиротинці.
На фестивалі автомеханік підриває людей, Кессі не постраждала, а потім віддає своє життя, щоб врятувати інших. Вона з'являється серед натовпу знову — свідчення того, що дівчина пов'язана із зібранням, яке зображено в церкві. Кессі розповідає сину Маріон, що за свої хороші вчинки вона знайде тепер мир і спокій.

## У ролях
| Актор              | Роль                  |
| ------------------ | --------------------- |
| Крістіна Річчі     | Кессі Грант           |
| Йоан Гріффідд      | Ден Блейклі           |
| Керрі Фокс         | Маріон Кіркман        |
| Стівен Діллейн     | Саймон Кіркман        |
| Пітер Мак-Намара   | Фредерік Майкл Аргайл |
| Роберт Гарді       | єпископ               |
| Саймон Расселл Біл | Люк Фрейзер           |
| Гаррі Форрестер    | Майкл Кіркман         |
| Джессіка Манн      | Емма Кіркман          |

## Створення фільму

### Виробництво
Зйомки фільму проходили на острові Мен, в графствах Сомерсет, Кент і Глостершир, Велика Британія.

### Знімальна група
- Кінорежисер — Браян Гілберт
- Сценарист — Ентоні Горовіц
- Кінопродюсер — Піппа Кросс, Марк Самуелсон, Пітер Самуелсон
- Композитор — Енн Дадлі
- Кінооператор — Мартін Фюрер
- Кіномонтаж — Масахіро Хіракубо
- Художник-постановник — Керолайн Еміс
- Артдиректор — Френк Волш
- Художник з костюмів — Нік Еде[1].

## Сприйняття

### Критика
Фільм отримав переважно негативні відгуки. На сайті Rotten Tomatoes оцінка стрічки становить 20 % на основі 5 відгуків від критиків (середня оцінка 4/10) і 37 % від глядачів із середньою оцінкою 2,9/5 (14 592 голоси). Фільму зарахований «гнилий помідор» від кінокритиків та «розсипаний попкорн» від глядачів, Internet Movie Database — 5,7/10 (7 050 голосів).

### Номінації та нагороди
| Нагороди та номінації фільму «Місто проклятих» | Нагороди та номінації фільму «Місто проклятих» | Нагороди та номінації фільму «Місто проклятих» | Нагороди та номінації фільму «Місто проклятих» | Нагороди та номінації фільму «Місто проклятих» | Нагороди та номінації фільму «Місто проклятих» |
| Рік                                            | Кінофестиваль/кінопремія                       | Категорія/нагорода                             | Номінант                                       | Результат                                      |                                                |
| ---------------------------------------------- | ---------------------------------------------- | ---------------------------------------------- | ---------------------------------------------- | ---------------------------------------------- | ---------------------------------------------- |
| 2003                                           | «Фанташпорту»                                  | Найкращий фільм                                | Браян Гілберт                                  | Номінація                                      |                                                |
| 2003                                           | «Золотий трейлер»                              | «Золоте руно»                                  | «Місто проклятих»                              | Номінація                                      |                                                |
| 2003                                           | Кінофестиваль в Жерарме                        | Спеціальний приз журі                          | Браян Гілберт                                  | Перемога                                       |                                                |